# Gunung Masarang
Gunung Masarang (indonesiska: Kentur Masarang) är ett berg i Indonesien.   Det ligger i provinsen Sulawesi Utara, i den nordöstra delen av landet, 2 200 km öster om huvudstaden Jakarta. Toppen på Gunung Masarang är 1 262 meter över havet, eller 169 meter över den omgivande terrängen. Bredden vid basen är 2,1 km.
Terrängen runt Gunung Masarang är varierad.Runt Gunung Masarang är det tätbefolkat, med 297 invånare per kvadratkilometer. Närmaste större samhälle är Manado, 17,0 km norr om Gunung Masarang. I omgivningarna runt Gunung Masarang växer i huvudsak städsegrön lövskog.